# Duisburger Akzente
Die Duisburger Akzente sind ein Kulturfestival des Landes Nordrhein-Westfalen.
Die mehrwöchige Veranstaltung findet seit 1977 statt. Das spartenübergreifende Programm des Festivals greift aktuelle kultur- und gesellschaftspolitische Themen auf und setzt sich jedes Jahr mit einem anderen bestimmten Thema auseinander.
Theater, bildende Kunst, Literatur, Tanz und  wissenschaftliche Symposien kommentieren die verschiedenen Facetten des jeweiligen Themas.
2010 werden die Akzente erstmals aktiv von den verschiedenen Internet-Anwendungen begleitet. Über ein Weblog, Facebook und Twitter gibt es aktuelle Informationen und Impressionen vor den Veranstaltungen, live und danach.

## Themen
- 1977: Shakespeare
- 1978: Goethe & Co
- 1979: Kleiner Mann, was tun?
- 1980: Russlands große Realisten. Dichter, Maler und Musiker des 19. Jahrhunderts
- 1981: Zurück zur Narrtur
- 1982: Eine Taube macht noch keinen Frieden
- 1983: Das Erbe. 1933/1983 – Fünfzig Jahre danach
- 1984: Ist die Zukunft noch zu retten?
- 1985: Italien. Sehnsucht und Wirklichkeit
- 1986: Man ist Frau
- 1987: EINBLICKE. Kultur und Kunst aus der Deutschen Demokratischen Republik. Erbe und Gegenwart
- 1988: Der Gefährdung zum Trotz. Mehr als 200 Jahre jüdische Künstler und Wissenschaftler im deutschen Sprachraum
- 1989: REVOLUTION. Freiheit, Gleichheit, Brüderlichkeit – der Traum seit 1789
- 1990: Unser Haus Europa
- 1991: Gott, Götter, Götzen, Gurus
- 1992: Über die Liebe – Eros, Sexus und Gesellschaft
- 1993: Jugend und Aufbruch
- 1994: Macht und Moral
- 1995: Afrika. Wurzeln und Visionen
- 1996: Die Kraft des Alters
- 1997: Schöne Aussichten. Träume, Visionen, Utopien
- 1998: Kultur der Toleranz – Toleranz der Kulturen
- 1999: „Die neue Stadt“ – Stadtentwicklung als Stadtkultur
- 2000: Einander Nachbarn: Niederlande, Flandern, Duisburg
- 2001: www. wer weiss wohin – Kultur im Wandel
- 2002: Das Eigene und das Fremde – Globalisierung der Kulturen
- 2003: ICHs
- 2004: Endstation Amerika?
- 2005: Zugunsten des Kulturprogramms der World Games 2005 ausgesetzt.
- 2006: „Woran glauben?“
- 2007: Normal
- 2008: Was uns beschäftigt
- 2009: Bosporus – Tor der Kulturen
- 2010: Duisburg – Hafen der Kulturhauptstadt
- 2012: „Gerhard Mercator“
- 2014: Geld oder Leben
- 2015: Heimat
- 2016: Nah und fern – 300 Jahre Duisburger Hafen
- 2017: Umbrüche
- 2018: Nie wieder Krieg?
- 2019: Utopien?
- 2020: Glück
- 2021: Mauern (abgesagt)
- 2022: !
- 2023: Wunder
- 2024: Familienbande
- 2025: Sein und Schein